# خیابانی در پالرمو
خیابانی در پالرمو (ایتالیایی: Via Castellana Bandiera) یک فیلم در ژانر کمدی-درام و درام به کارگردانی اما دانته است که در سال ۲۰۱۳ منتشر شد. از بازیگران آن می‌توان به آلبا رورواکر و النا کوتا اشاره کرد. این فیلم در هفتادمین جشنواره فیلم ونیز به نمایش درآمد و النا کوتا برندهٔ جام ولپی بهترین بازیگر زن در جشنواره فیلم ونیز شد.